# Shaznay Lewis
Tricia Marie "Shaznay" Lewis (født 14. oktober 1975 i Islington, London) er en engelsk sanger, sangskriver og medlem af pigegruppen All Saints. Lewis har været med til at skrive de fleste af gruppens sange, inklusive "Bootie Call" og "Pure Shores" der begge nåede toppen af hitlisterne i hjemland samt den internationale hitsingle "Never Ever".
Lewis påbegyndte en kort solokarriere i 2004 med sit soloalbum Open og de to singler "Never Felt Like This Before" og "You". Hun har skrevet for andre kunstnere som Stooshe, hvor hun var med til at skrive deres hitsingle "Black Heart" og hun har skrevet sange sammen med Mutya Keisha Siobhan.

## Diskografi
- Open (2004)

## Filmografi
| År   | Titel                | Rolle  | Noter |
| ---- | -------------------- | ------ | ----- |
| 2001 | Bend It Like Beckham | Mel    |       |
| 2002 | Hideous Man          | Regina |       |